# Il dito nella piaga
Il dito nella piaga è un film del 1969 diretto da Tonino Ricci (con lo pseudonimo di Teodoro Ricci).

## Trama
Brian Haskins, tenente inesperto e due prigionieri americani Michael Sheppard e John Grayson sono l'unica forza che si frappone tra l'avanzata delle truppe tedesche e una città italiana.